# 細胞外液
| 全水分量42ℓ | 細胞外液14ℓ | 血漿（血管内）3.5ℓ |
| 全水分量42ℓ | 細胞外液14ℓ | 間質液10.5ℓ        |
| 全水分量42ℓ | 細胞内液28ℓ |                    |

細胞外液（さいぼうがいえき、英: extracellular fluid）は、細胞外に存在する体液の総称であり、血漿と間質液より構成される。脳脊髄液などの一部の細胞外液は細胞通過液として分類される場合もある。細胞の生活環境である細胞外液は内部環境とも呼ばれ、細胞外液の恒常性の維持は生命維持において不可欠な機構である。細胞外液は体重のおよそ20%（血漿:5%、間質液:15%）を占める。
なお、血漿等における無機塩類の濃度は表のとおりである。
| イオン               | 血漿等細胞外濃度 （mMol/L） | 細胞内濃度 （mMol/L） |
| -------------------- | --------------------------- | --------------------- |
| ナトリウム（Na+）    | 145                         | 12                    |
| カリウム（K+）       | 4                           | 140                   |
| マグネシウム（Mg2+） | 1.5                         | 0.8                   |
| カルシウム（Ca2+）   | 1.8                         | <0.0002               |
| 塩素（Cl-）          | 116                         | 4                     |
| リン酸（HPO4 2-）    | 1                           | 35                    |